# Nationaal park Loch Lomond en de Trossachs

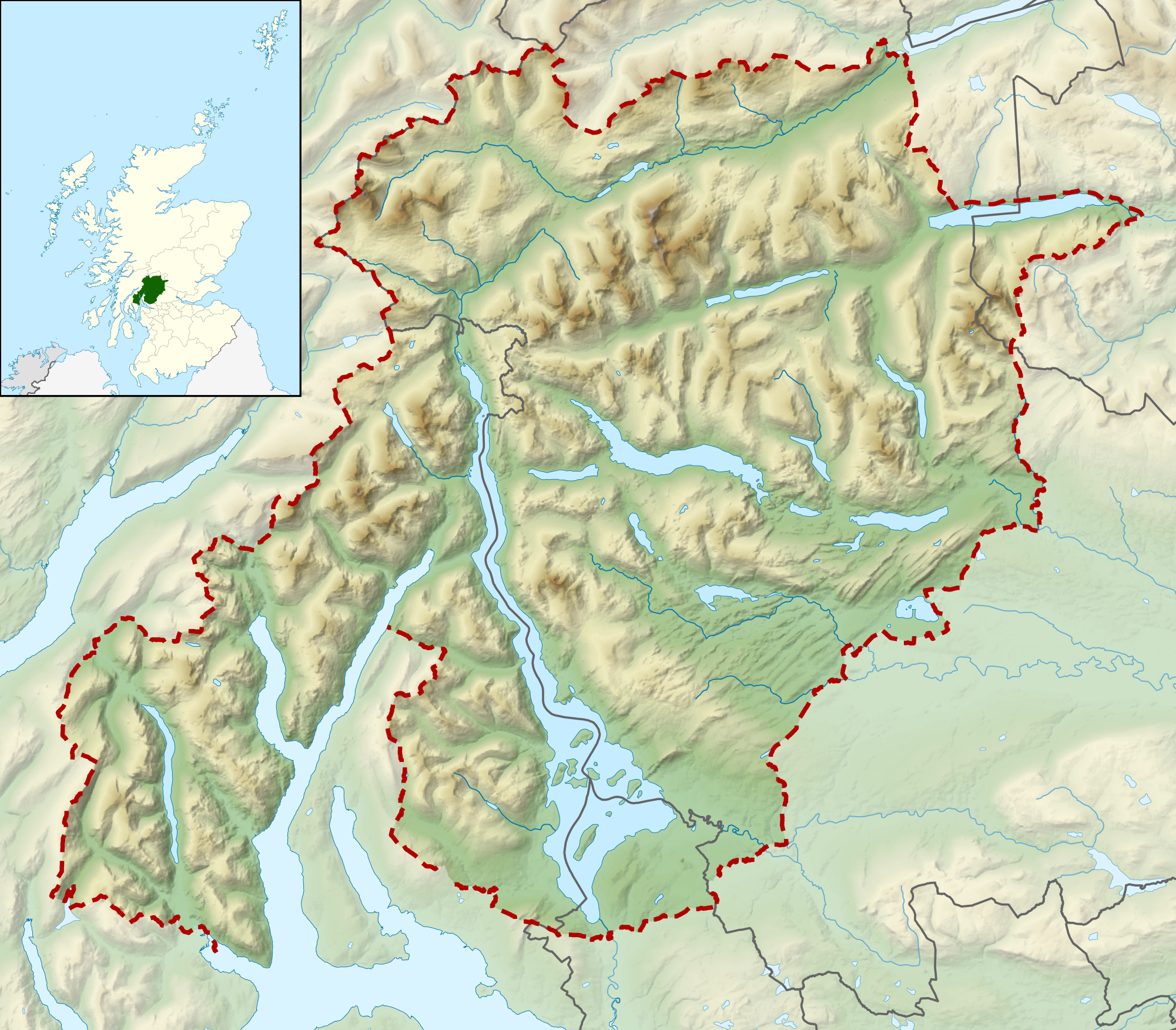
Kaart van het nationaal park

Het Nationaal park Loch Lomond en de Trossachs (Engels: Loch Lomond and the Trossachs National Park/ Schots-Gaelisch: Pàirc Nàiseanta Loch Laomainn is nan Tròisichean) is een nationaal park in Schotland. Het park werd als allereerste nationaal park in Schotland opgericht in 2002, is 1865 vierkante kilometer groot en valt onder IUCN-categorie V (beschermd landschap). Het omvat onder andere Loch Lomond en  de Trossachs met heuvels (Ben Lui, Ben Lomond, Ben Vorlich, Ben Arthur, Arrochar Alps,...), bossen en meren (Loch Katrine, Loch Achray,...).

## Afbeeldingen

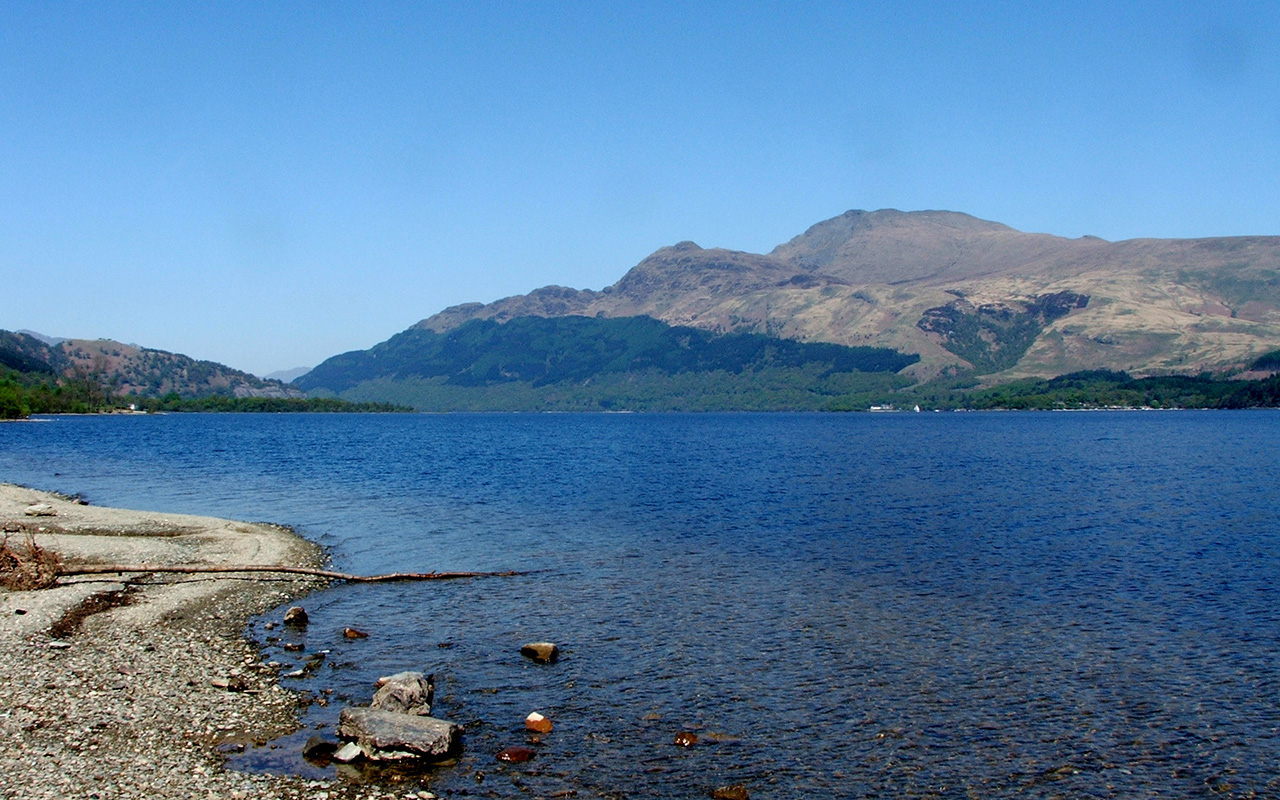
Loch Lomond
Loch Lubnaig vanaf het pad naar Ben Ledi
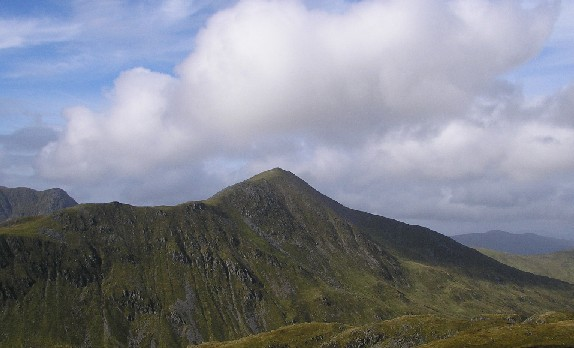
Ben Vorlich
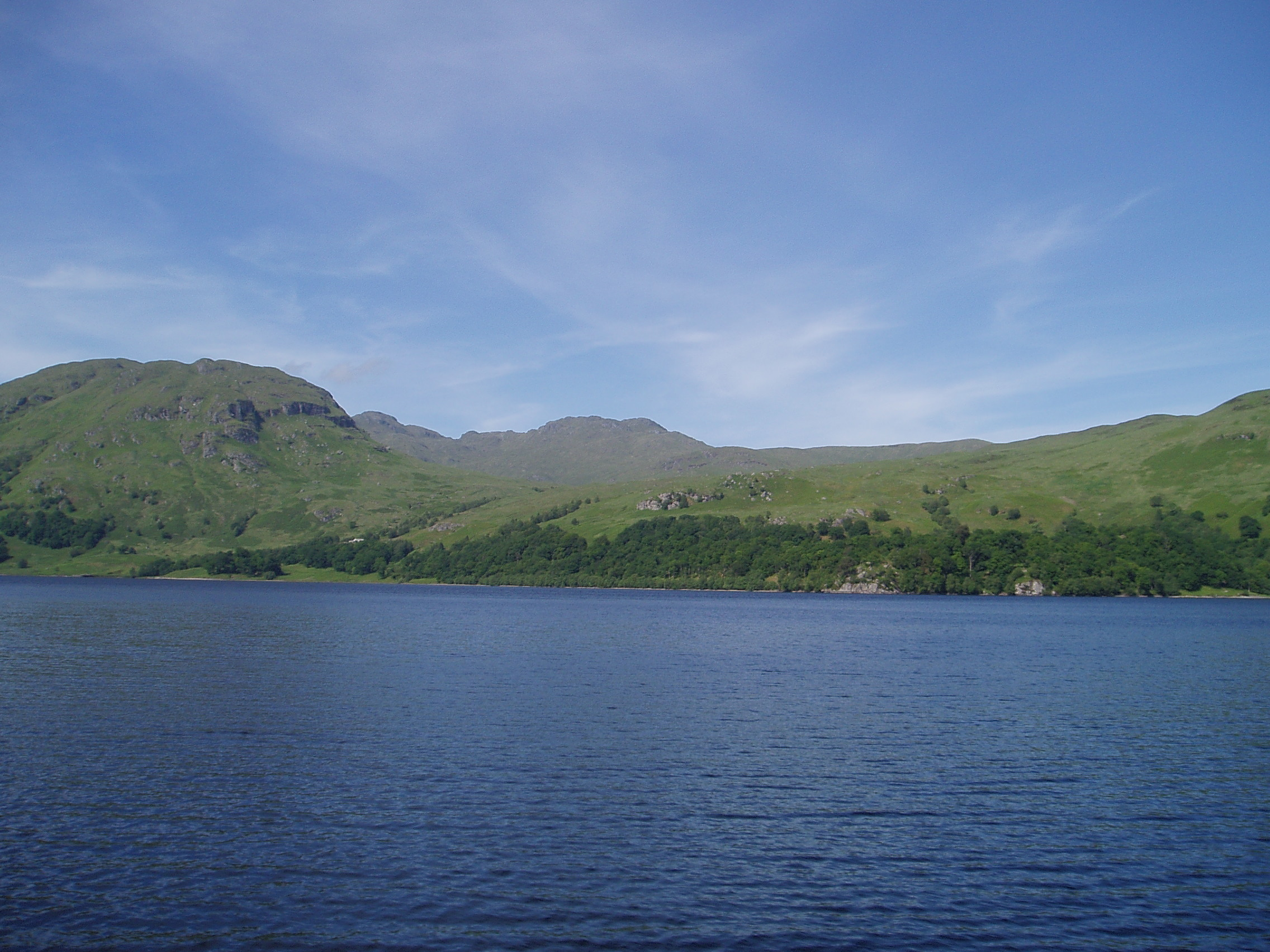
Cruinn Bheinn gezien vanaf Loch Katrine
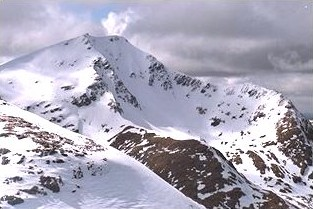
Ben Lui
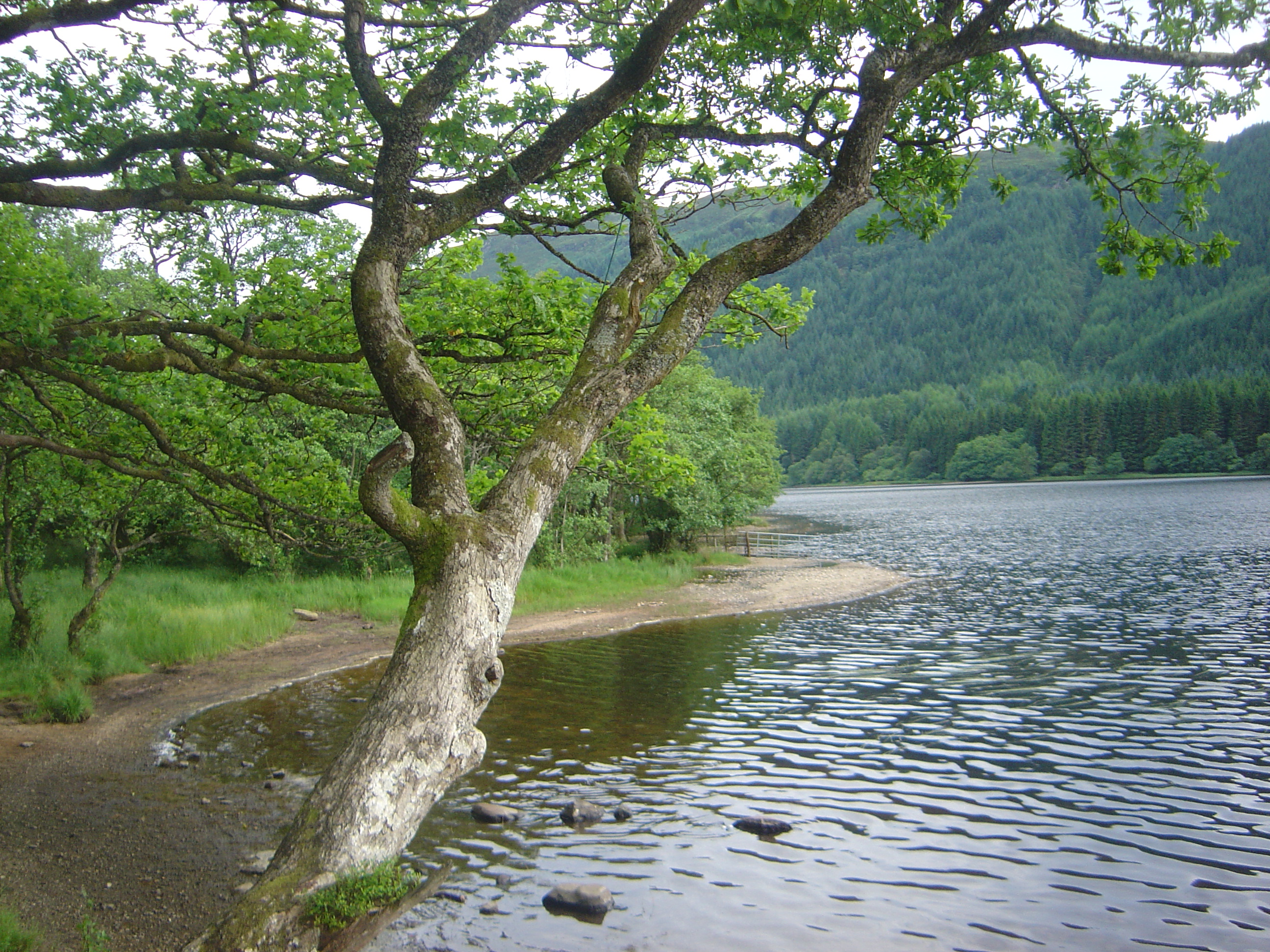
Een loch in de Trossachs
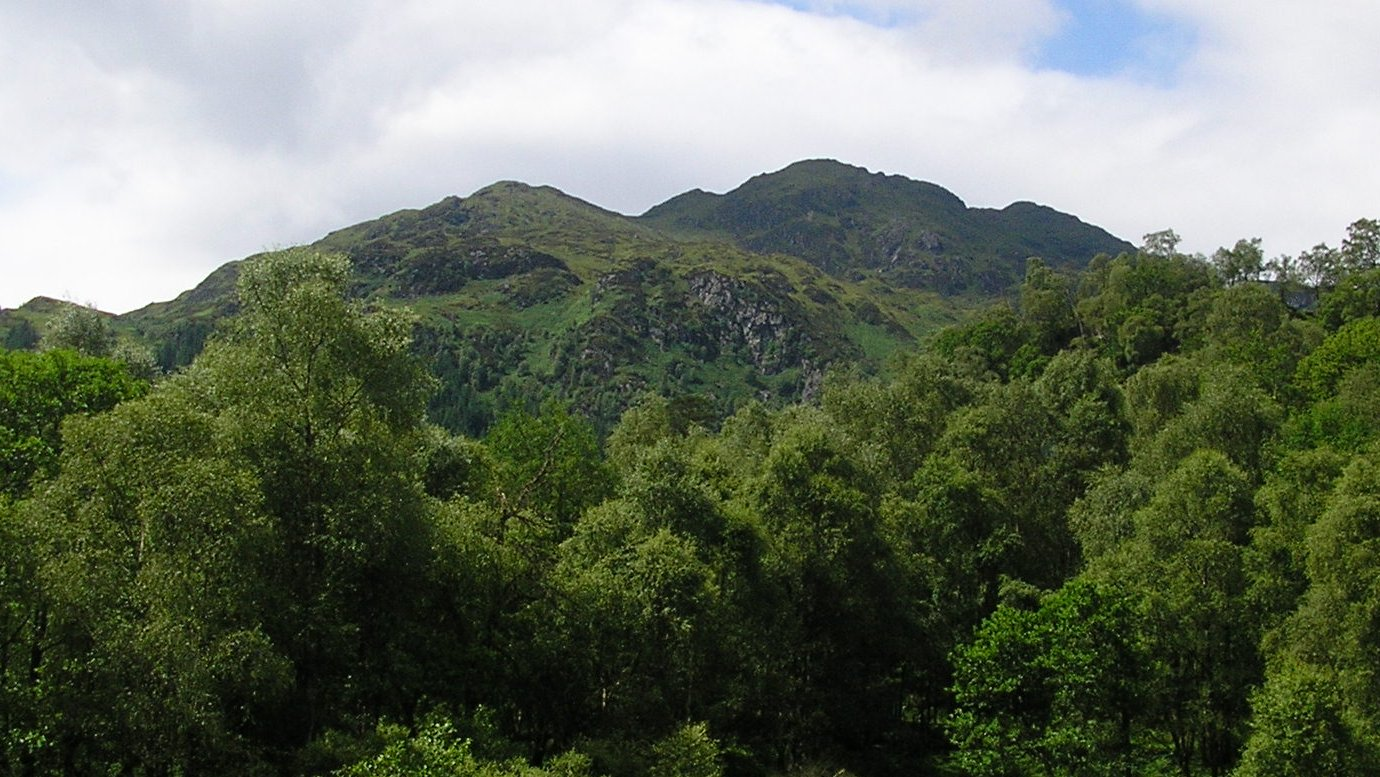
Ben Venue
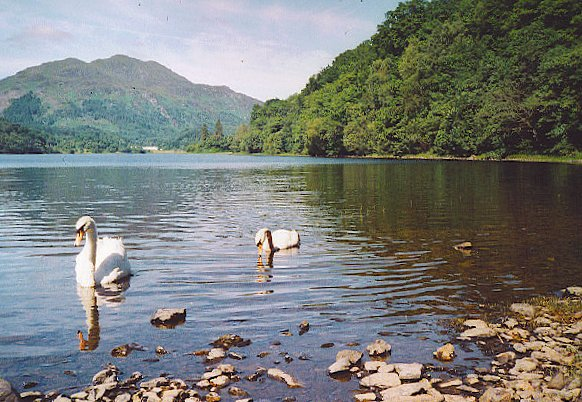
Loch Achray
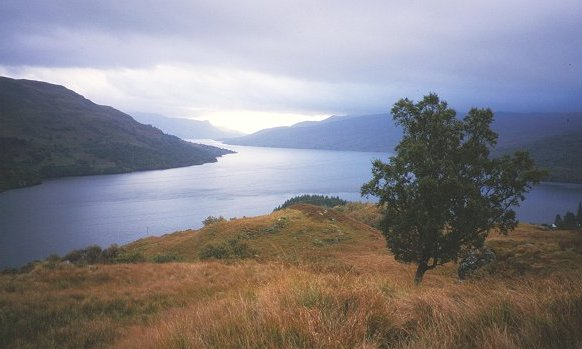
Loch Katrine
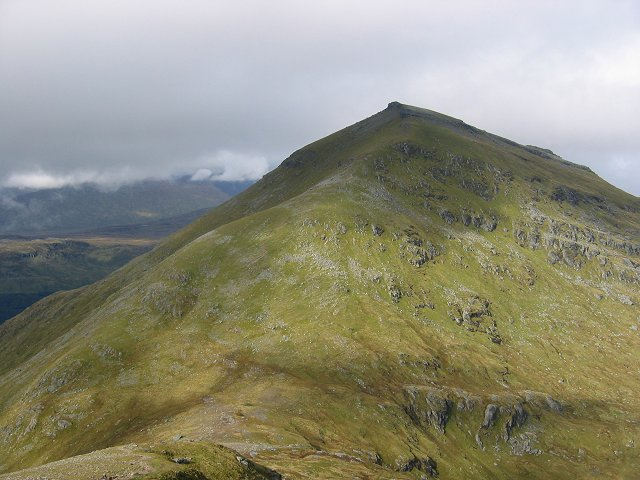
Ben More
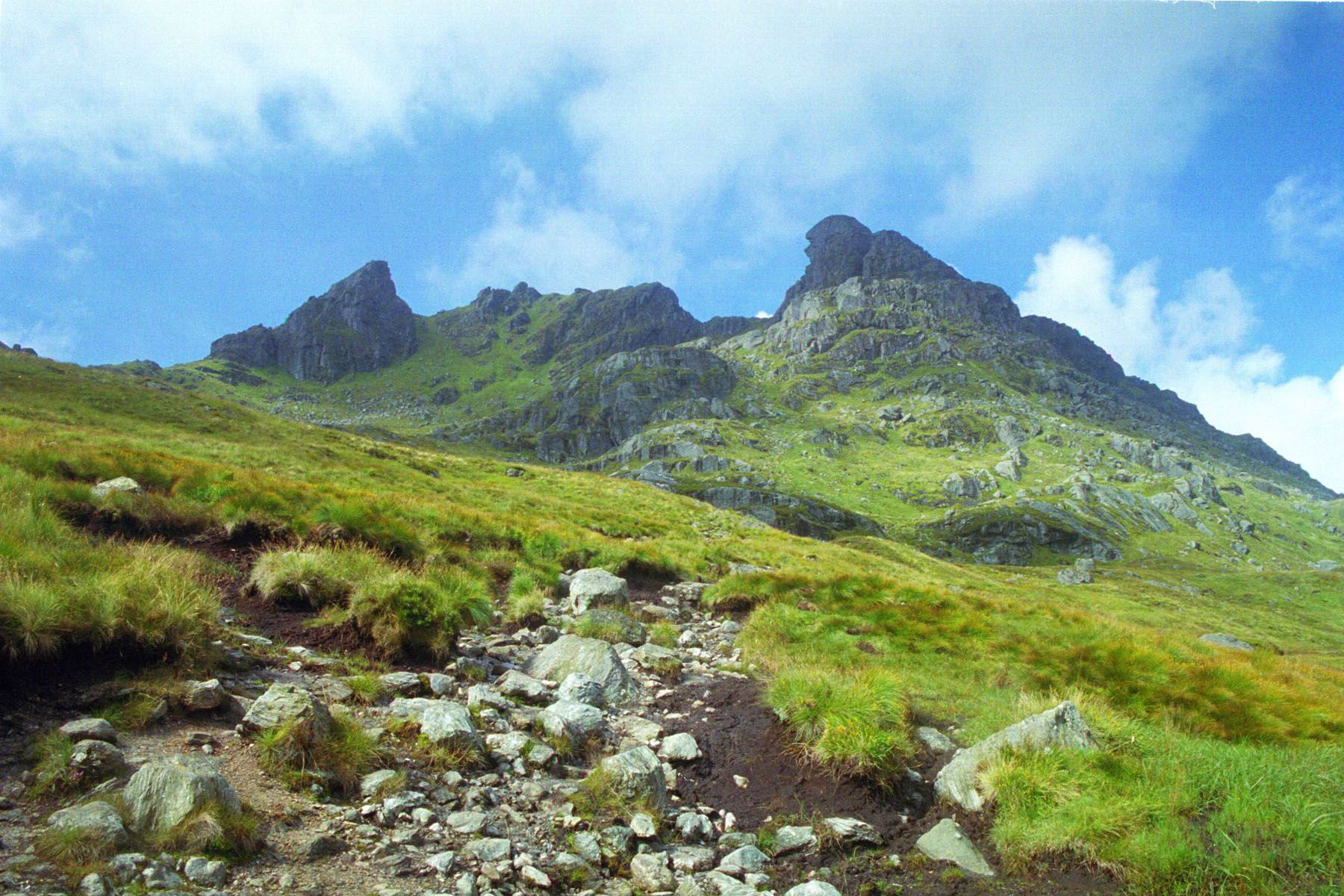
Ben Arthur
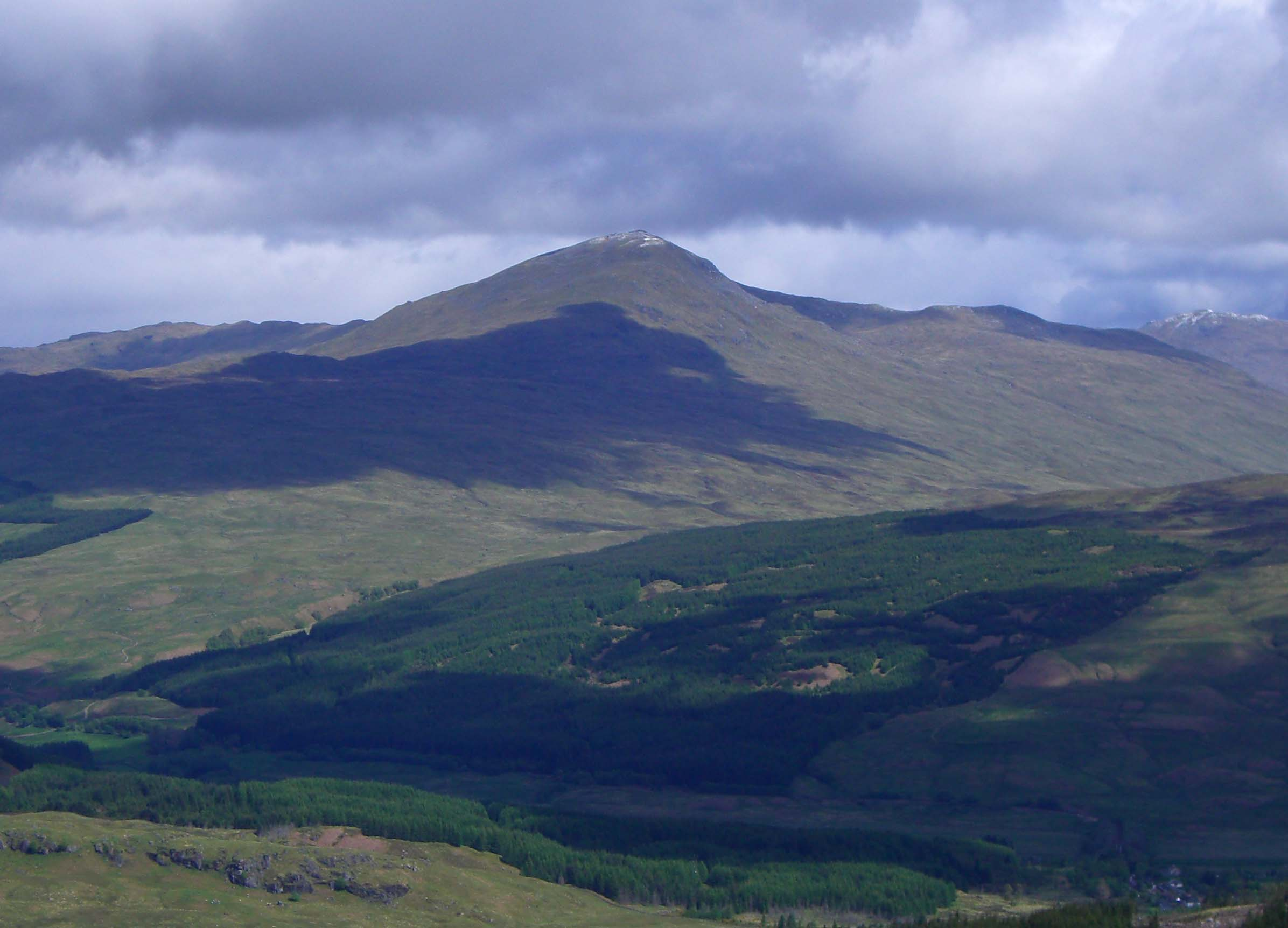
Beinn Challuim